# Großenried
Großenried ist ein Gemeindeteil des Marktes Bechhofen im Landkreis Ansbach (Mittelfranken, Bayern). Die Gemarkung Großenried hat eine Fläche von 8,092 km².  Sie ist in 1072 Flurstücke aufgeteilt, die eine durchschnittliche Fläche von 7549,01 m² haben. In ihr liegen neben dem namensgebenden Ort die Gemeindeteile Aub, Kleinried und Weidendorf.

## Geographie
Das Pfarrdorf liegt am Südufer der Altmühl in einer flachhügeligen Ebene bestehend aus Ackerland und Grünland mit vereinzeltem Baumbestand. Im Südwesten liegen die Flurgebiete Moosklinge und Im Gottendorf, im Südosten die Heerstraße. Südlich des Ortes fließen der Moosklingengraben (im Unterlauf Roßbachgraben genannt) und der Holzwiesengraben, beides rechte Zuflüsse der Altmühl.
Die Staatsstraße 2221 führt nach Kleinried (0,5 km nördlich) bzw. zum Gewerbegebiet Bechhofen (3 km südlich). Die Kreisstraße AN 55 führt nach Weidendorf (1 km nordwestlich) bzw. nach Mörlach (2,7 km östlich). Eine Gemeindeverbindungsstraße führt nach Liebersdorf (2 km westlich).

## Geschichte
1188 war Großenried im Besitz der Staufer. In der Folgezeit gehörte der Ort zum Hochstift Eichstätt.
Mit dem Gemeindeedikt (frühes 19. Jahrhundert) wurde der Steuerdistrikt Großenried gebildet. Zu diesem gehörten Aub, Kleinried, Liebersdorf, Mörlach und Weidendorf. Wenig später entstand die Ruralgemeinde Großenried mit den Orten Aub, Kleinried und Weidendorf. Sie war in Verwaltung und Gerichtsbarkeit dem Landgericht Herrieden und in der Finanzverwaltung dem Rentamt Herrieden zugeordnet (1919 in Finanzamt Herrieden umbenannt). Ab 1862 gehörte Großenried zum Bezirksamt Feuchtwangen (1939 in Landkreis Feuchtwangen umbenannt) und seit 1929 zum Finanzamt Ansbach. In der Gerichtsbarkeit blieb das Landgericht Herrieden zuständig (1879 in Amtsgericht Herrieden umbenannt), seit 1931 ist es das Amtsgericht Ansbach. Die Gemeinde hatte 1964 eine Gebietsfläche von 8,085 km².
Im Zusammenhang mit der Gebietsreform in Bayern kam die Frage nach dem Fortbestand der Gemeinde auf. Als Alternative wurde die Eingliederung in eine Gemeinde diskutiert. Hierfür kamen Burgoberbach, Herrieden und Bechhofen in Frage. Die Bürger entschieden sich für die Eingemeindung nach Bechhofen, die am 1. Juli 1971 vollzogen wurde.
Bis in die 1970er Jahre hinein hatte Großenried einen eigenen Bahnhof an der mittlerweile stillgelegten Bahnstrecke Leutershausen-Wiedersbach–Bechhofen.

## Einwohnerentwicklung
Gemeinde Großenried
| Jahr      | 1818  | 1840   | 1852   | 1855   | 1861   | 1867   | 1871   | 1875   | 1880   | 1885   | 1890   | 1895   | 1900   | 1905   | 1910   | 1919   | 1925   | 1933   | 1939   | 1946   | 1950   | 1952   | 1961  | 1970   |
| Einwohner | 390   | 519    | 488    | 484    | 487    | 459    | 457    | 453    | 484    | 488    | 493    | 491    | 460    | 486    | 493    | 534    | 518    | 515    | 511    | 826    | 783    | 719    | 648   | 679    |
| Häuser    | 99    | 97     |        |        |        |        | 96     |        |        | 99     | 100    |        | 100    |        |        |        | 100    |        |        |        | 111    |        | 122   |        |
| Quelle    | [ 6 ] | [ 13 ] | [ 14 ] | [ 14 ] | [ 15 ] | [ 16 ] | [ 17 ] | [ 18 ] | [ 19 ] | [ 20 ] | [ 21 ] | [ 14 ] | [ 22 ] | [ 14 ] | [ 23 ] | [ 14 ] | [ 24 ] | [ 14 ] | [ 14 ] | [ 14 ] | [ 25 ] | [ 14 ] | [ 8 ] | [ 26 ] |

Ort Großenried
| Jahr      | 001818 | 001840 | 001861 | 001871 | 001885 | 001900 | 001925 | 001950 | 001961 | 001970 | 001987 | 002001 | 002011 | 002017 | 002023 |
| Einwohner | 259    | 355    | 334    | 312    | 325    | 334    | 353    | 492    | 436    | 470    | 467    | 563    | 636    | 619    | 650    |
| Häuser    | 68     | 66     |        |        | 68     | 71     | 69     | 73     | 84     |        | 114    |        |        |        |        |
| Quelle    | [ 6 ]  | [ 13 ] | [ 15 ] | [ 17 ] | [ 20 ] | [ 22 ] | [ 24 ] | [ 25 ] | [ 8 ]  | [ 26 ] | [ 27 ] | [ 28 ] |        | [ 29 ] | [ 1 ]  |

## Baudenkmäler

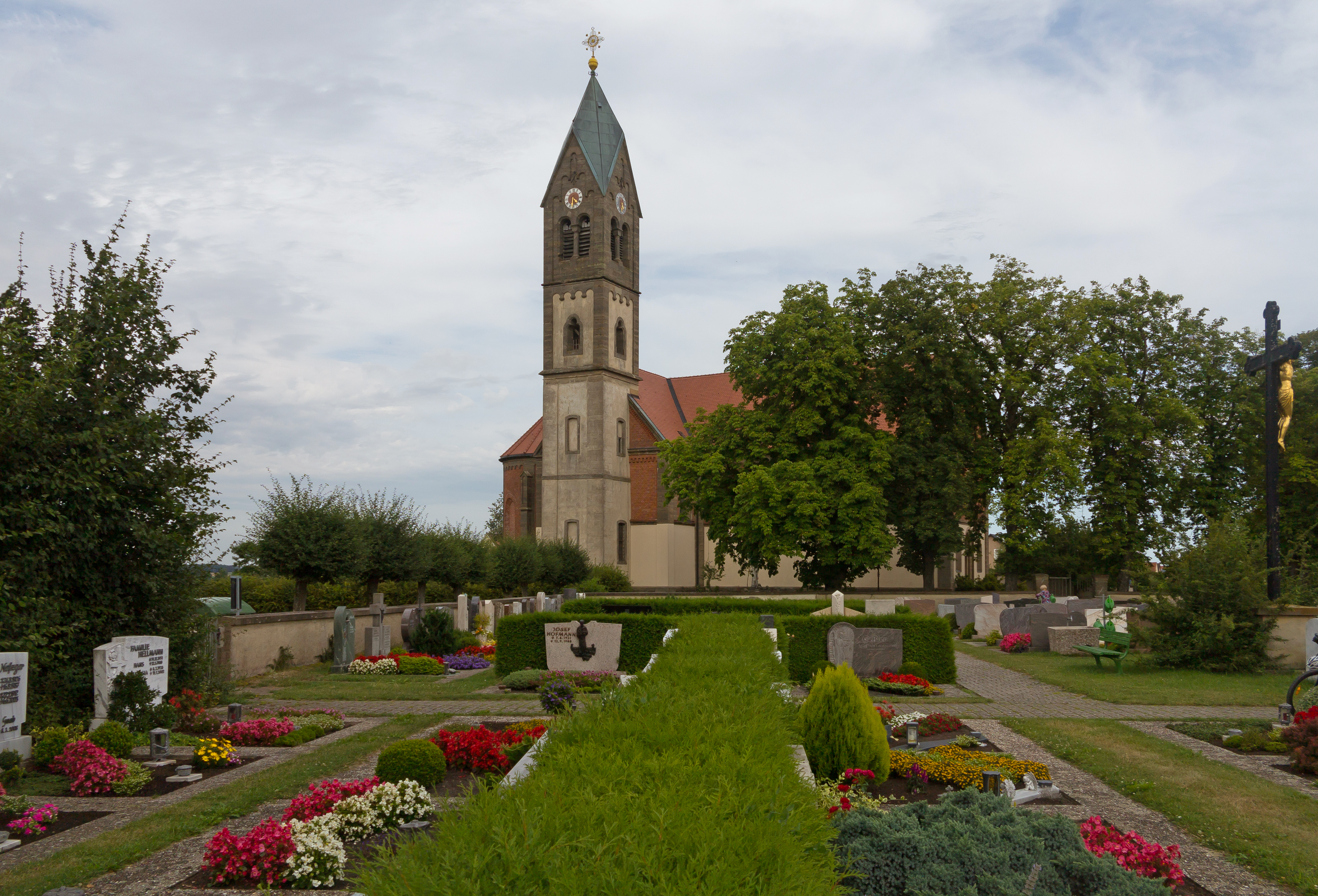
Katholische Pfarrkirche Sankt Laurentius

In Großenried gibt es zwölf Baudenkmäler:
- katholische Pfarrkirche St. Laurentius: Saalkirche, neuromanischer Bau von 1886/88, Turmuntergeschoss im Kern spätmittelalterlich, Sakristei ehem. Chor des späten 14. Jahrhunderts, teilweise ziegelsichtiger Bau mit Zier- und Gliederungselementen in Naturstein, westlich flankierender Turm mit Rhombendach; die Wandfresken sind von Josef Wittmann aus 1930 und haben Themen aus dem Leben des hl. Laurentius und die Trinität. Ausstattung; erhaltene Teile der Ummauerung des aufgelassenen alten Friedhofs mit Mauerresten des abgerissenen Pfarrhauses, 18./19. Jahrhundert
- Nähe Kirchenallee: Neuer Friedhof, ummauerte Anlage nordwestlich der Kirche, mit gusseisernem Kruzifixus auf Sandsteinsockel von 1882; Grabsteine, spätes 19. und frühes 20. Jahrhundert
- Goethestraße 3 und 5: Wohngebäude, zweigeschossiger giebelständiger Satteldachbau, massiv, mit rustizierten Ecklisenen, Putzgliederungen und profilierten Rahmungen, 1779 und 1788
- Goethestraße 13: ehemaliges Wohngebäude im Charakter eines herrschaftlichen Amtshofs, jetzt Gasthaus, zweigeschossiger Satteldachbau in Ecklage, mit Eckquaderungen, im Kern 16. Jahrhundert, rückseitig Fachwerkgiebel 17./18. Jahrhundert; reicher Innenausbau, spätes 18. Jahrhundert; Hofeinfahrt mit Kugelpfeilern und erhaltene Teile der Grundstücksummauerung, wohl 18. Jahrhundert
- In der Triebgasse: Wegkreuz, Gusseisenkruzifixus auf Hausteinsockel, Mitte 19. Jahrhundert; ca. 300 m außerhalb des Ortes, jenseits Kleinried an der Straße nach Irrebach
- Kirchenallee: Steinkreuz, mittelalterlich; daneben Sockel eines verlorenen Bildstocks; südlich der Hauptstraße in der Nähe der Kirche.
- Kirchenallee: Kriegerdenkmal mit Sandsteinkruzifixus, 1914/18; bei der Kirche.
- Kirchenallee 1: Gasthaus, zweigeschossiger massiver Satteldachbau in Ecklage, Ecklisenen in Naturstein, zweite Hälfte 18. Jahrhundert
- Kirchenallee 9: Wohnhaus, zweigeschossiges Gebäude mit Frackdach, verputzt, erste Hälfte 19. Jh., mit Steinkruzifix, 16./17. Jahrhundert, an der Giebelwand
- Prof.-Sand-Straße. Wegkreuz, Gusseisenkruzifixus auf Sandsteinsockel, zweite Hälfte 19. Jahrhundert; am Ortsausgang nach Mörlach
- Brücke über die Altmühl, dreibogiger Hausteinquaderbau, 18. Jahrhundert, moderner Betonaufsatz, mit Brückenfigur des hl. Laurentius, Mitte 18. Jahrhundert, renoviert 1800
- am Gothendorfer Weg: Wegkreuz, Gusseisenkruzifixus auf Hausteinsockel, zweite Hälfte 19. Jahrhundert, bei der Straße nach Bechhofen, ca. 200 m außerhalb des Ortes an einem Feldweg zur Kirche

## Bodendenkmäler
In der Gemarkung Großenried gibt es drei Bodendenkmäler.

## Religion
Der Ort ist römisch-katholisch geprägt und Sitz der Pfarrei St. Laurentius. Die Protestanten sind nach Sommersdorf gepfarrt.